# Casa con balcón de las serpientes
La Casa con balcón de las serpientes es un inmueble del Patrimonio cultural boliviano, catalogada como de valor monumental, ubicada en la ciudad de Potosí, en Bolivia. Está situada en la calle Nogales, número 248, en la zona del Casco Viejo, entre las calles de Tarija y Padilla. Se trata de una edificación del siglo XVIII caracterizada por su arquitectura barroca mestiza.

## Contexto urbano
La casa del balcón de las serpientes se halla en el perímetro de la ciudad que contiene el trazado original planteado entre 1600 y 1875.
Así mismo al frente de esta casa se encuentra el Colegio Franciscano y la  Iglesia – Convento de San Francisco, edificios que también son de valor patrimonial.

## Arquitectura
Presenta un balcón enfarolado y ornamentado con seis serpientes y cuatro brazos que sostienen esferas, la casa de dos plantas conserva una fachada en buen estado y es un inmueble privado catalogado como de valor Monumental.